# نییراچاد
نییراچاد (به مجاری:  Nyíracsád) یک منطقهٔ مسکونی در مجارستان است که در ناحیه نییرادونی واقع شده‌است. نییراچاد ۷۵٫۰۰ کیلومتر مربع مساحت و ۳٬۸۰۰ نفر جمعیت دارد.